# 帕爾米拉 (塔奇拉州)
帕爾米拉是委內瑞拉的城鎮，由塔奇拉州負責管轄，位於該國西北部，毗鄰與哥倫比亞接壤的邊境，始建於1627年，海拔高度1,100米，平均溫度20攝氏度，2000年人口約25,000。